# رضا الطبولي
رضا احمد الطبولي، صيدلانية وناشطة ليبية؛ ولدت عام 1957,[بحاجة لمصدر]. تُدَرِس علوم الصيدلة في جامعة طرابلس. هي ناشطة في المساواة؛ وقد قادت حملات لتنفيذ قرار مجلس الأمن الدولي رقم 1325. اختيرت واحدة من المائة امرأة في البي بي سي في 2019.

## النشأة والتعليم
واجهت الطبالي التمييز الجنسي لأول مرة في سن الخامسة، عندما لم يتم السماح لها باللعب بالخارج مع إخوانها. درست الطبالي في جامعة وارسو، وتخرجت بدرجة ماجستير في 1987. انتقلت للولايات المتحدة لإكمال الدراسات العليا، وحصلت على شهادة دكتوراه في الصيدلة من جامعة إمبريال كوليدج لندن، وحصلت على ماجستير في الحقوق في القانون الدولي لحقوق الإنسان من جامعة إيسيكس.

## الأبحاث
غير كونها بروفيسور في الصيدلة في جامعة طرابلس، الطبالي قدمت ك رئيسة قسم تسجيل الطب في وزارة الصحة الليبية. في هذا المدى كانت وسيط بين منظمة الصحة العالمية وليبيا.

### النشاط الإجتماعي
أسست الطبالي حركة معاً نبنيها،  وهي منظمة غير ربحية لدمج الشباب والنساء بالسياسة، في 2011, أنشأت شبكة ال 1325، مجموعة من منظمات مجتمعية ومدنية الذين يريدون تنفيذ قرار مجلس الأمن الدولي رقم 1325، قرار ركز على النساء والسلام والأمان. شاركت في كتابة أول تقرير مدني في مجلس الأمن الدولي رقم 1325 التي أُطلِقَت في ولاية نيويورك عام 2014. حركة معاً نبنيها أيضاً أسست قاعدة بيانات المرأة الليبية, شبكة من النساء المحترفات في جميع أنحاء ليبيا.
من عام 2012 عملت الطبالي على تمكين المرأة في العملية الديمقراطية. شجعت النساء على الانخراط في صنع القرار ودعمتهن في الترشح للمناصب. تساءلت لماذا لم تقم الأمم المتحدة في شمل النساء الليبيين في محادثات الكلام, حينما عانت المرأة كثيراً خلال الحرب. قد ناقشت تأثير الحرب على حرية النساء والبنات للتحرك وحرية التعليم. إنها تؤمن انه يجب ان يكون هناك حظر تام على بيع الأسلحة في ليبيا. الطبالي قدمت أدلة إلى مجلس حقوق الإنسان التابع للأمم المتحدة على حقوق النساء في ليبيا. تعمل كخبيرة في مجلس أوروبا.
سميت كواحدة من المائة امرأة في البي بي سي في 2019.

#### منشورات مختارة
- al-Tubuly, Rida (1996). "Angiotensin II receptor expression and inhibition in the chronically hypoxic rat lung". British Journal of Pharmacology. doi:10.1111/j.1476-5381.1996.tb16025.x.
- al-Tubuly, Rida (1996). "The regulation of pulmonary vascular tone". British Journal of Pharmacology. doi:10.1046/j.1365-2125.1996.37117.x
- al-Tubuly, Rida (2011). "Effects of Retama raetam (Forssk.) Webb & Berthel.(Fabaceae) on the central nervous system in experimental animals". Arch. Biol. Sci., Belgrade. doi:10.2298/ABS1104015A.